# Pancrates (poeta epigramàtic)
Pancrates o Pancraci, en llatí Pancrates o Pancratius, en grec antic Παγκρατης, Παγκράτιος, fou un poeta epigramàtic grec que apareix a la Garlanda de Meleagre, i tanmateix tres dels seus epigrames figuren a l'Antologia grega.
Se l'identifica generalment amb un poeta i músic del mateix nom que cita Plutarc, Pancrates, o més probablement (pel tipus de poesia) amb Pancrates d'Arcàdia, però no hi cap prova decisiva fora de la coincidència del nom i de l'ofici.